# 佰屋薬品
栢屋薬品株式会社は、岐阜県岐阜市元町1-1に本社を置いていた医薬品・医療機器の卸売りを扱う企業である。現在はメディセオ・パルタックホールディングスグループの一社「平成薬品」である。

## 概要
- 代表者	代表取締役社長　篠田祐八郎
- 資本金	9000万円

## 沿革
- 安永6年岐阜市に「栢屋・篠田薬店」を創業
- 昭和4年1月20日「株式会社栢屋・篠田薬店」設立
- 平成2年(1990年)4月1日 - 佰屋薬品、三重薬品、小林薬業（名古屋市）の三社が合併し、平成薬品を設立

## 営業所
- 岐阜県:大垣市・高山市・多治見市・中津川市

## 主な取引メーカー
- 武田薬品
- 藤沢薬品
- 山之内製薬
- 第一製薬
- 大日本製薬
- 日本新薬